# 上海自然科学研究所
上海自然科学研究所是曾经设立于上海的一个科研机构，也是徐汇区境内最早的现代化综合性科研机构。研究所原址现为中国科学院上海生命科学研究院，位于上海市徐汇区岳阳路320号，岳阳路西侧，建国西路、肇嘉浜路之间，与原为法国领事馆的中国科学院上海分院隔路相望。

## 沿革

### 背景
1923年3月30日，日本国会通过“对支文化事业特别会计法”，将庚子赔款、胶济铁路偿款等余额或利息用于在中国发展文化事业。为执行这一法令，日本政府于外务省设立对华文化事务局，管理对华文化事业方面的工作；又设立对华文化事业调查会，以审议对华文化事务。1924年2月6日，中日双方签订《关于以庚子赔款办理对华文化事业之协定》，规定了赔款使用等方面的实施细则。但这一协定遭到了中国学术界的反对。1925年5月4日，日本做出让步，决定由中、日各出十人，成立中日协商总委员会，筹划决定一切对华文化事务。

### 評議員會中方委員
- 嚴智鍾，國立北醫大教授，北京传染病研究所所長，细菌學專家
- 胡敦復，國立東南大學校長
- 伍連德，中華醫學會長
- 謝應瑞，上海仁濟醫院外科醫師，中華醫學會董事
- 朱家驊，中山大學教授，哲學博士
- 章鸿钊，中國科學社副社長，地貭學專家
- 秦汾，教育部参事
- 鄭貞文，化学专家
- 文元謨，北京師範大學教授，物理學专家
- 余雲岫，雲岫醫院院長，上海醫师會長[4]

### 筹建
1923年，日本政府宣布将拨款535万元，在上海建立自然科学研究所。1925年12月，中日协商总委员会确定了研究所的组织大纲。之后，研究所开展了七项预备研究。
1923年秋，对华文化事业调查会详细考察了研究所的选址。此后，日本政府分别于1923年12月、1925年春、1927年2月在法租界法徐家汇路(今肇嘉浜路)和祁齐路（今岳阳路）路口附近买下70公顷土地。研究所于1928年开工建造，1930年竣工。建筑由伊东忠太和内田祥三设计，新林记建筑事务所承建。1931年4月1日，横手千代之助出任研究所第一任所长，原先从事各项预备研究工作的人员也被任命为研究所的正式职员。这标志着上海自然科学研究所正式建立。

### 发展
1931年6月末，研究所职员全部开始工作。研究所分为医学部和理学部，医学部下设病理科、卫生科、细菌科、药物科，理学部下设生物科、物理科、化学科、地理科。自1934年起，研究所每年派遣一名职员赴欧美留学。1936年，新城新藏出任研究所第二任所长。1939年后，研究所为配合侵华战争，进行了9次相关的调查工作。此后研究所废除了“医学部”、“理学部”的称号，更加重视应用方面的研究。

### 接收
1945年，日本投降。是年9月，中华民国中央研究院接收自然科学研究所，并将其改造为上海医学研究所。1950年，上海医学研究所又被中国科学院接收，更名为中国科学院上海生理生化研究所。1999年，生理所并入中国科学院上海生命科学研究院至今，院址仍设在自然科学研究所原址。

## 建筑
上海自然科学研究所主楼占地面积9662平方米，建筑面积19800平方米，为钢筋混凝土结构建筑。建筑坐西朝东，内含两个封闭的院落，平面呈“日”字形。建筑立面结构对称，材质为褐色贴面砖。立面竖向三段划分：中部高五层，两翼高三层。建筑底层入口处设有拱券柱廊，中部两侧的墙面砌成突出的三棱柱状。建筑的门窗则有圆拱型、尖拱型、方形等多种形式。总之，该建筑兼具哥特式风格和装饰艺术风格的特点，与东京大学本鄉校區內一大批被稱為『內田哥德』之校舍相似。
自然科学研究所被中央研究院接收后，这幢建筑被命名为“在君馆”，以纪念著名科学家丁在君。现在它作为中科院上海生命科学研究院的一部分仍在使用。1994年，建筑被列为第二批上海市优秀历史建筑。